# Санга (департамент)
Санга (фр. Sangha) — один з департаментів Республіки Конго. Розташований на північному заході країни. Адміністративний центр департаменту - місто Весо.

## Географія
Департамент знаходиться в північній частині країни і межує на півночі з Центральноафрикансько. Республікою, на півдні з департаментом Кювет, на північному заході з Камеруном, на південному заході з департаментом Західний Кювет і на сході з департаментом Лікуала.

## Адміністративний поділ
Департамент Санга підрозділяється на 1 комуну і 5 округів  :
- Комуни:
  - Кесо (28 179 осіб).
- Округу:
  - Мокеко (30 172 осіб)
  - Нгбала (4613 осіб)
  - Пікунда (3513 осіб)
  - Семба (9550 осіб)
  - Суанке (9711 осіб)